# Sara Rattaro
Sara Rattaro, née le 9 juin 1975 à Gênes dans la région de la Ligurie, est une romancière italienne, lauréate du prix Bancarella en 2015 et du prix Rapallo-Carige en 2016.

## Biographie
Elle naît à Gênes en 1975. En 2010, elle commence une carrière de romancière avec la publication de son premier roman, Sulla sedia sbagliata. Elle remporte le prix Bancarella en 2015 avec son quatrième roman, Niente è come te, et le prix Rapallo-Carige en 2016 avec sa cinquième publication, Splendi più che puoi. En 2017, elle écrit sa première œuvre pour la jeunesse avec le roman Il cacciatore di sogni qui narre l'histoire du médecin et chercheur américain Albert Sabin. Ce titre remporte le prix Fenice-Europa Claudia Malizia (it) la même année.

## Œuvre

### Romans
- Sulla sedia sbagliata (2010)
- Un uso qualunque di te (2012)
- Non volare via (2013)
- Niente è come te (2014)
- Splendi più che puoi (2016)
- L'amore addosso (2017)
- Il cacciatore di sogni (2017)
- Uomini che restano (2018)

## Prix et distinctions notables
- Prix Bancarella en 2015 pour Niente è come te.
- Prix Rapallo-Carige en 2016 pour Splendi più che puoi.
- Prix Fenice-Europa (it) Claudia Malizia en 2017 pour Splendi più che puoi.